# Bild der Wissenschaft
Bild der Wissenschaft (Eigenschreibweise: bild der wissenschaft, kurz bdw) ist eine monatlich erscheinende populärwissenschaftliche Zeitschrift aus Deutschland, die 1964 gegründet wurde und in der Konradin Mediengruppe in Leinfelden-Echterdingen verlegt wird. Sie beschäftigt sich mit aktuellen Entwicklungen in Forschung und Technik sowie deren gesellschaftlichem und politischem Kontext.

## Geschichte
Gründungsherausgeber ist der Physiker und Wissenschaftsjournalist Heinz Haber. Ursprünglich in der Deutschen Verlags-Anstalt (DVA) beheimatet, wurde die Zeitschrift 2003 von der Konradin Verlagsgruppe übernommen. Bis 1989 war Wolfram Huncke Chefredakteur. Zwischen 1989 und 2000 war Reiner Korbmann Chefredakteur, ab 1994 gemeinsam mit Wolfgang Hess; nach dem Ausscheiden von Korbmann war Hess bis September 2016 alleiniger Chefredakteur. Sein Nachfolger war Alexander Mäder. Ab Juni 2017 war Christoph Fasel Chefredakteur. Er wurde am 1. Oktober 2019 von Axel Bojanowski abgelöst, der gleichzeitig auch Chefredakteur von Natur wurde. Anfang 2020 übernahm Andrea Stegemann die Chefredaktion.
| 1998   | 1999   | 2000   | 2001   | 2002   | 2003   | 2004   | 2005   | 2006   | 2007   | 2008   | 2009  | 2010  | 2011  | 2012  | 2013  | 2014  | 2015  | 2016  | 2017  | 2018  | 2019  | 2020  | 2021  | 2022  | 2023  | 2024  |
| ------ | ------ | ------ | ------ | ------ | ------ | ------ | ------ | ------ | ------ | ------ | ----- | ----- | ----- | ----- | ----- | ----- | ----- | ----- | ----- | ----- | ----- | ----- | ----- | ----- | ----- | ----- |
| 138512 | 112024 | 114905 | 115905 | 121264 | 100588 | 103230 | 106215 | 108710 | 115045 | 110092 | 96575 | 90106 | 91524 | 84421 | 79758 | 76531 | 77015 | 77705 | 74658 | 76804 | 74159 | 65393 | 62253 | 53877 | 49108 | 46794 |

## Themen
Schwerpunkt von bdw sind die Naturwissenschaften. Die Artikel behandeln Themen aus Biologie, Medizin, Geowissenschaften, Astronomie, Raumfahrt, Psychologie, Chemie, Physik, Mathematik, benutzerorientierter Informatik, Technik sowie den Kultur- und Gesellschaftswissenschaften. Das geschieht in Form von Berichten und Nachrichten, Forscherporträts, Reportagen und Interviews, wobei Wert auf eine aussagekräftige Bebilderung gelegt wird.
In den 1970er Jahren änderte sich die Ausrichtung der Zeitschrift. In einer regelmäßigen Kolumne nahm der Journalist und Zukunftsforscher Robert Jungk Themen wie Atomenergie, Umweltschutz, Überbevölkerung, Abrüstung und Friedensforschung kritisch und engagiert ins Blickfeld. Gleichzeitig wurden ab 1973/74 unter dem Titel Kontrovers Diskussionsrunden und Podiumsdiskussionen abgedruckt, an denen auf Einladung der Redaktion Wissenschaftler aus Lehre und Forschung (z. B. Universitäten), Wissenschaftler und Manager aus der Industrie, Abgeordnete sowie Vertreter aus Ministerien und Behörden teilnahmen. Hierbei spannte sich der Bogen von den Bildungsreformen der sozialliberalen Ära über die Anfänge der Ökologiebewegung (Atomenergie, Luftverschmutzung, Waldsterben) bis hin zu dem gewandelten Verhältnis zwischen Arzt und Patient und den neuen Ansprüchen der Konsumenten gegenüber der Industrie.

## Zusatzaktivitäten
Ergänzend zu den monatlichen Ausgaben gibt Bild der Wissenschaft in unregelmäßigen Abständen unter dem Namen Bild der Wissenschaft Plus Sonderpublikationen zu Themenschwerpunkten heraus.
Die Zeitschrift organisiert und unterstützt zudem folgende Initiativen und Aktivitäten:
- wissenschaftlich betreute Leserreisen zu Brennpunkten der Erde
- Wissensbuch des Jahres

## Online
Die Online-Redaktion von Bild der Wissenschaft gibt seit 1996 unter wissenschaft.de einen täglichen kostenlosen Wissenschafts-Newsletter heraus, der das gleiche Themenspektrum abdeckt wie das Printmedium.

## Auszeichnungen
- 1977: Dr.-Erich-Salomon-Preis der Deutschen Gesellschaft für Photographie
- 1995: Medaille für naturwissenschaftliche Publizistik der Deutschen Physikalischen Gesellschaft (DPG).